# Эман Ахмед абд эль-Ати
Эман Ахмед Абд эль-Ати (араб. إيمان أحمد عبدالعاطي‎, 9 сентября 1980, Александрия, Египет — 25 сентября 2017, Абу-Даби, ОАЭ) — вторая в списке самых толстых в истории женщин после Кэрол Ягер. Ее первоначальный вес был около 500 килограммов (1100 фунтов).

## Ранняя жизнь
Абд Эль-Аты была египтянкой и жила в Александрии. По информации семьи, при рождении она весила 5 кг (11 фунтов). Из-за проблем с щитовидной железой ей пришлось прекратить учебу.

## Лечение
В феврале 2017 года Абд Эль-Аты отправилась в Индию, где группа врачей, возглавлявшаяся Муффазал Лакдавала, успешно провела ее лечение с помощью бариатрической хирургии. В группу врачей входили эндокринолог, пульмонолог, кардиолог, кардиохирург, два бариатрических хирурга, два анестезиолога-реаниматолога, три анестезиолога. После операции в течение нескольких месяцев оставалась в Мумбаи. Цель лечения заключалась в том, чтобы выполнить две операции, и в течение следующих трех с половиной лет уменьшить ее вес до менее чем 100 кг (220 фунтов).
Во время лечения в Индии она потеряла около 325 кг (720 фунтов). 4 мая 2017 она выехала в Объединенные Арабские Эмираты для проведения длительного лечения. По словам врачей, она имела проблемы с сердцем и инфицированные пролежни. Ее лечила команда из 20 врачей госпиталя Burjeel в Абу-Даби.

## Смерть
Абд Эль-Аты скончалась в понедельник 25 сентября 2017 года в 4:35 утра, через 16 дней после своего 37-летия из-за осложнений от коморбидных состояний, включая болезни сердца и дисфункцию почек, в госпитале Burjeel в Абу-Даби, ОАЭ.